# Niżniaja Kiczuga
Niżniaja Kiczuga (ros. Нижняя Кичуга) – wieś w Rosji, w rejonie wielikoustidzkim obwodu wołogodzkiego. W 2021 r. była niezamieszkana.